# Ein Mann steht vor der Tür
Ein Mann steht vor der Tür ist ein Hörspiel von Brigitte Reimann und Siegfried Pitschmann aus dem Jahr 1960. Für die Dramaturgie zeichnete Gerhard Rentzsch verantwortlich. Reimann und Pitschmann hatten, als sie den hinteren Klappentext zur Buchausgabe verfassten, bereits ein knappes Jahr am Handlungsort gelebt.

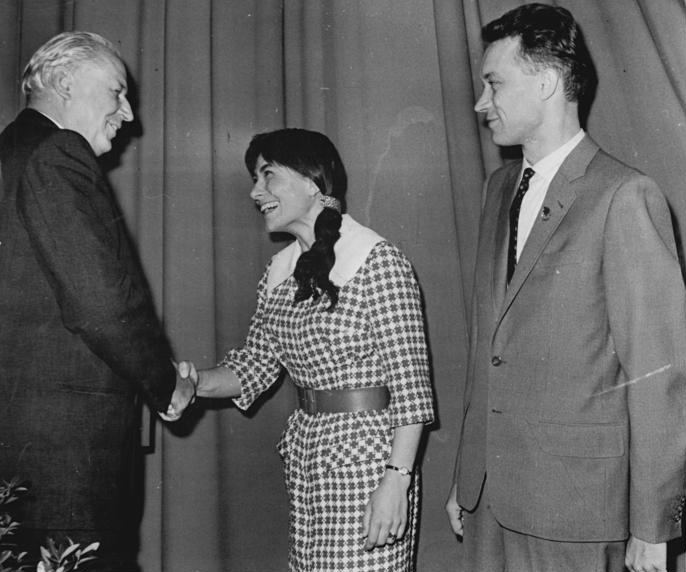
Herbert Warnke (links) verleiht den Kunstpreis des FDGB für Literatur an Brigitte Reimann und Siegfried Pitschmann (1961)

## Inhalt
Im Herbst 1958 steht der Kompressorfahrer Lutz Steiger im Kombinat Schwarze Pumpe vor der Tür des Kaderleiters Jakubartel. Lutz will wieder Arbeit haben. Aber eigentlich sehnt er sich nach Sonja Liebwein, der jungen Sekretärin des Kaderleiters.
Durch seine berufliche Tätigkeit war der Individualist Lutz in der Vergangenheit viel herumgekommen, hatte in Stalinstadt, Trattendorf und an der Rappbode mitgewirkt, bevor er sich in oben genanntem VEB nahe bei Spremberg in die damals 19-jährige Sonja verliebt hatte. Als die Arbeitskollegen seine Extratouren nicht länger tolerieren wollten und einen Aussprachetermin festgelegt hatten, war Lutz auf einmal verschwunden gewesen. Sonja hatte Briefe aus einem Flüchtlingslager in der Lüneburger Heide und später aus Oldenburg, Hannover und Hameln erhalten. Lutz hatte in der BRD nicht Fuß fassen können, sondern war von Geschehnissen in Westdeutschland, u. a. Umzügen mit SS-Fahnen, angewidert. So kehrte er zurück und will bei Sonja anklopfen.
Die junge Frau hat inzwischen ein Kind von Lutz. Der Vater weiß nichts davon, weil er, als er noch mit Sonja zusammen war, selten richtig zugehört hat. Während Lutzens Abwesenheit hat sich Sonjas Chef ein wenig um die einsame Frau gekümmert. Jakubartel ist zwar 28 Jahre älter als Sonja, wollte aber nach der Geburt des Kindes Sonjas Mann sein. Leider trägt Jakubartel eine Beinprothese. Im Krieg musste er in einem Himmelfahrtskommando Minenfelder räumen.
Es sieht ganz so aus, als gäbe Sonja Lutz eine zweite Chance. Immerhin hat sie ihn vor seinem Weggang wirklich geliebt, als sie damals sinnig sprach: „Wenn du in der Nähe bist, macht mir alles andere nichts aus...“

## Form
Mittels Rückblenden machen die Autoren den Hörer mit der Beziehung von Sonja zu Lutz schrittweise bekannt. Außerhalb der Spielszenen werden in den Rückblenden auch Sonjas Gedanken mitgeteilt.

## Ursendung
Die Inszenierung von Theodor Popp aus dem Jahr 1960 mit Waltraud Kramm als Sonja Liebwein, Günter Haack als Lutz Steiger und Erich Franz als Jakubartel, Walter Richter-Reinick (Erich, Sonjas Vater) und Ruth Kommerell (Gertrud, Sonjas Mutter) wurde am 3. August 1960 auf Radio DDR I urgesendet. Länge 64'25.
Das Stück war 2. Preisträger in der „Nationalen Runde“ des Internationalen Hörspielwettbewerbs der Rundfunkanstalten der Tschechoslowakei, Ungarns, Polens und der DDR.
In ihrem Tagebucheintrag vom 14. Juli 1960 berichtet Brigitte Reimann von einer Voraufführungs-Veranstaltung des Hörspieles am Vortage in Schwarze Pumpe: „Gestern war die Uraufführung unseres Hörspiels Ein Mann steht vor der Tür, im Funkstudio des Kombinats. […] Von meiner Brigade konnte niemand kommen: Arbeit im Pressenkeller. 12stündige Arbeitszeit. […] Verrücktes Herzklopfen: deine Worte von einem fremden Mund gesprochen.“
Am 16. Juni 1961 erhalten Brigitte Reimann und Siegfried Pitschmann für ihre beiden gemeinsam geschriebenen Hörspiele Ein Mann steht vor der Tür und Sieben Scheffel Salz den Literaturpreis des FDGB.

### Textausgaben
Erstausgabe und verwendete Ausgabe
- Brigitte Reimann. Siegfried Pitschmann: Ein Mann steht vor der Tür. Hörspiel. Aufbau-Verlag, Berlin 1960 (die Reihe, Bd. 50). 58 Seiten, kartoniert